# Rerum novarum
Rerum Novarum (v prevodu: Nove stvari) je papeška okrožnica (enciklika), ki jo je objavil papež Leon XIII. 15. maja 1891. V okrožnici, ki je bila napisana v obliki odprtega pisma vsem škofom, je papež izpostavil položaj delavskega razreda.

## Okoliščine nastanka
Leon XIII. je papež, ki je za razliko od svojega prednika Pija IX. v zgodovini Cerkve novega veka pomembno prispeval k dialogu Cerkve s sodobnim svetom, kar je tudi značilnost njegovih cerkvenih dokumentov. Kristjani so z Leonom XIII. namesto obsojanja novoveških tokov začeli iskati v njih krščanske prvine in jih povezovati s temeljnimi resnicami katoliške vere. Ker je zahodnoevropsko izročilo zraslo med drugim tudi iz krščanstva, ki pa se je v liberalizmu, materializmu, komunizmu in podobnih smereh vedno bolj izgubljalo, je skrb cerkvenih dokumentov poleg perečih družbenih problemov postalo tudi vprašanje, kako spričo novoveških tokov dati družbi krščanskega duha, ki bo omogočal reševanje zapletenih družbenih vprašanj.

Značilnost družbenega razvoja je bilo rastoče poveličevanje in poudarjanje svobode posameznika. Taka individualistična svoboda je sicer spodbujala tehnično oziroma industrijsko civilizacijo, obenem pa je tudi odpirala pota neomejenemu izkoriščanju in teptanju pravic posameznikov in celih družbenih skupin. Novi delavski sloj, ki je postal glavni nosilec novoveških sprememb, povezanih z industrializacijo, je bil oropan svojih temeljnih pravic. Na njegovih plečih je sicer nastajala nova družba in njene pridobitve, vendar pa je to najmanj koristilo njegovi lastni blaginji: delavec je namreč postajal največja žrtev preoblikovanja družbe.

## Vsebina
Izhodišče okrožnice Rerum novarum je »nenasiten pohlep«, ki je v družbi povzročil razslojevanje v »maloštevilne mogočneže in bogataše«, na drugi strani pa »vsilil suženjski jarem brezštevilni množici delavcev brez kakršnegakoli imetja«.
Okrožnica najprej zavrača socialistične (komunistične) rešitve družbenega vprašanja, ko izpostavi krščanske temelje družbe, ki so v skladu z naravnim pravom. Zasebna lastnina je pravica vsakega človeka, družina je prvotna človeška skupnost, oboje pa pogoj za življenje v družbi, ki ga je treba absolutno spoštovati. Država ne more in ne sme prevzeti pristojnosti družine.
Drugi del okrožnice razčlenjuje nosilce družbenega preoblikovanja: Cerkev, državo ter delodajalce in delavce.
Cerkev s svojim naukom skrbi za duhovne in moralne temelje družbe. Njeno delo se ne konča pri skrbi za večni blagor človeka, pač pa ima pravico, da mu pokaže tudi pot, kako naj ureja svoj zemeljski blagor. Okrožnica razloži in osmisli razlike v družbi, ki nastajajo zaradi raznolikosti ljudi, ustvarjajo pa tudi pestrost družbenega življenja. Teža človeškega dela je povezana s človekovo nepopolnostjo kot posledico greha. Okrožnica spodbuja k sodelovanju na osnovi pravičnosti in ljubezni, ki ju zahteva krščanski nauk, kajti vsi ljudje smo otroci enega Očeta. Cerkev zato spodbuja in sama ustanavlja dobrodelne ustanove, ki dopolnjujejo z ljubeznijo, česar ne uredi pravičnost. Zato je treba ta nauk razširjati in uveljavljati v konkretnih družbenih razmerah. Vse zemeljsko prizadevanje je brez smisla, če zanemarimo človekov končni cilj: srečo v Bogu.
Tudi država mora korenito poseči v nevzdržne razmere. Njena glavna naloga je utrditev primerne zakonodaje, ki pa mora upoštevati naravne enote (osebo, družino, združenja). Skrbi naj za njihovo samostojnost, za njihove pravice in naj upošteva tudi njihove medsebojne razlike. Zavarovati mora zasebno lastnino in zakonsko urediti delovne pogoje. Zagotovi naj spoštovanje človekovega dostojanstva in enakosti, ki temelji v Bogu, ter varstvo telesnih in duhovnih dobrin delavca, še posebej pravično plačo in lastnino. Država se izneveri svoji glavni nalogi, da skrbi za pravičen položaj vseh, če ne poskrbi za tiste, ki imajo najmanj in jih je največ, za delavce. Država mora izključiti delo otrok in žensk, možu pa zagotoviti, da bo za svoje delo dostojno plačan, da bo preživljal družino.
Delavske in delodajalske organizacije so upravičene in potrebne. Skrbijo naj za konkretno urejevanje razmer in si prizadevajo za spravo sprtih slojev, posebno seveda delavskega in delodajalskega. Okrožnica obsoja poskuse izrabljanja bednega stanja za družbene prevrate, podpira pa združevanje, ki naj teži za tem, da se pravično uredijo medsebojna razmerja in izboljša položaj delavcev. Tudi pri organizaciji je pomembna verska podlaga.
Okrožnica poziva vse pristojne in posebno vse udeležene v teh procesih k odgovornosti in sodelovanju. Vsak naj prispeva svoj delež in lahko bo najti ustrezno rešitev. Vse pa naj povezuje ljubezen in nauk evangelija bo dajal moč za uresničevanje postavljenih ciljev. Škofje in duhovniki naj širijo krščansko oznanilo o teh vprašanjih in pomagajo ljudem, da bodo razlikovali med zmotno in odrešilno potjo.